# Zach Collins
Zach Collins (ur. 19 listopada 1997 w Las Vegas) – amerykański koszykarz, występujący na pozycjach silnego skrzydłowego lub środkowego, obecnie zawodnik Chicago Bulls.
W 2016 roku wystąpił w meczu gwiazd szkół średnich – McDonald’s All-American. Został też uznany najlepszym zawodnikiem szkół średnich stanu Nevada (Nevada Gatorade Player of the Year).
Przez jeden sezon (2016/17) występował w drużynie Gonzagi Bulldogs wraz z reprezentantem Polski – Przemysławem Karnowskim, docierając do finałów NCAA.
11 sierpnia 2021 został zawodnikiem San Antonio Spurs.

## Osiągnięcia
Stan na 13 sierpnia 2021, na podstawie, o ile nie zaznaczono inaczej.
NCAA
- Wicemistrz NCAA (2017)
- Mistrz:
  - turnieju konferencji West Coast (WCC – 2017)
  - sezonu zasadniczego WCC (2017)
- Zaliczony do:
  - I składu:
    - najlepszych pierwszorocznych zawodników WCC (2017)
    - NCAA Final Four (2017)[4]

  - II składu WCC (2017)
- Lider WCC w[5]:
  - skuteczności rzutów za 2 punkty (67,2% – 2017)
  - liczbie bloków (69 – 2017)